# 15718 Imokawa
15718 Imokawa è un asteroide della fascia principale. Scoperto nel 1990, presenta un'orbita caratterizzata da un semiasse maggiore pari a 2,5923880 UA e da un'eccentricità di 0,1110334, inclinata di 11,14297° rispetto all'eclittica.